# Hecken (Haut-Rhin)
Hecken település Franciaországban, Haut-Rhin megyében. Lakosainak száma 529 fő (2022. január 1.). Hecken Sternenberg, Guevenatten, Traubach-le-Haut, Falkwiller, Diefmatten és Gildwiller községekkel határos.

## Népesség
A település népességének változása:
| Lakosok száma | 449  | 460  | 486  | 497  | 508  | 518  | 529  | 532  | 529  |
|               | 2013 | 2015 | 2016 | 2017 | 2018 | 2019 | 2020 | 2021 | 2022 |